# Rehab (canção de Rihanna)
"Rehab" é o oitavo single e também a oitava faixa da cantora barbadense Rihanna no seu terceiro álbum de estúdio Good Girl Gone Bad, de 2007. Lançado a 11 de Julho de 2008 apenas no Reino Unido, após o lançamento de seu single anterior, Disturbia e mais tarde nos Estados Unidos e Europa. A canção foi escrita por Justin Timberlake e Timbaland, sendo que o último também produziu.

## Faixas
CD Single
1. "Rehab" (Rádio Edit) - 4:05
2. "Rehab" (Versão do Álbum) - 4:54
3. "Rehab" (Instrumental) - 4:54

## Desempenho nas paradas
| Paradas (2008/2009)                              | Melhor posição |
| ------------------------------------------------ | -------------- |
| Alemanha - Parada de Singles                     | 4              |
| Austrália - ARIA Charts                          | 12             |
| Austrália - Airplay (Rádios)                     | 12             |
| Áustria - Austrian Singles Chart                 | 9              |
| Canadá - Hot 100                                 | 19             |
| Estados Unidos - Billboard Hot 100               | 18             |
| Estados Unidos - Billboard Pop 100               | 19             |
| Estados Unidos - Billboard Hot R&B/Hip Hop Songs | 52             |
| Estados Unidos - Billboard Hot Videoclip Tracks  | 7              |
| Estados Unidos - Billboard Hot Digital Songs     | 18             |
| Itália - Italian Singles Chart                   | 27             |
| Israel - Singles Chart                           | 1              |
| Irlanda - Parada de Singles                      | 22             |
| Noruega - Norwegian Singles Chart                | 4              |
| Nova Zelândia - RIANZ<                           | 12             |
| Países Baixos - Dutch Top 40                     | 18             |
| Reino Unido - UK Singles Chart                   | 16             |
| Reino Unido- UK R&B Chart                        | 7              |
| Portugal - Portugal Singles Top 50               | 5              |
| Suécia - Swedish Singles Chart                   | 28             |
| Suíça - Swiss Music Charts                       | 13             |
| Turquia - Turkey Top 20 Chart                    | 4              |